# Funkcijska jednadžba
Funkcijska jednadžba, vrsta je jednadžbi gdje se ne traži neka nepoznata veličina, na primjer x, već se traži nepoznata funkcija koja udovoljava nekom traženom uvjetu. Ova vrsta jednadžbi ne može se jednostavno svesti i riješiti kao algebarska jednadžba.

## Linearna funkcijska jednadžba s jednom nezavisne varijable
Kada su različite funkcije u linearnom odnosu, tada govorimo o linearnoj funkcijskoj jednadžbi koja može biti, na primjer, oblika:
{\displaystyle y(ax)-by(x)=0.\,}

## Linearna funkcijska jednadžba s dvjema nezavisnim varijablama
Linearna funkcijska jednadžba s dvjema nezavisnim varijablama je na primjer:
- Cauchyeva jednadžba:

{\displaystyle f(x+y)=f(x)+f(y),\,}
čije je opće rješenje funkcija: 
{\displaystyle f(x)=Cx,\,} ili
- Cauchyeva logaritamska jednadžba:

{\displaystyle f(xy)=f(x)+f(y),\,}
čije je opće rješenje  
{\displaystyle f(x)=C\ln(x).}

### Primjeri
Treba naći sve funkcije {\displaystyle f:[0,1]\rightarrow [0,1]} takve da vrijedi {\displaystyle f(x)=0} i {\displaystyle |f(x)-f(y)|\geq |x-y|} za sve {\displaystyle x,y\in [0,1]}.
Rješenje. Uvrštavajući {\displaystyle y=0} dobije se {\displaystyle |f(x)|\geq |x|} iz čega slijedi
{\displaystyle f(x)\geq x}. No, onda mora biti {\displaystyle f(1)=1}. Sada uvrštavajući {\displaystyle y=1} dobije se {\displaystyle |1-f(x)|\geq |1-x|} što znači da je {\displaystyle f(x)\leq x}. 
Kako vrijedi {\displaystyle f(x)\geq x,f(x)\leq x} slijedi {\displaystyle f(x)=x}. Lako je provjeriti da ta funkcija zaista zadovoljava početnu jednadžbu.

## Nelinearna funkcijska jednadžba s jednom nezavisnom varijablom
Nelinearna funkcijska jednadžba s jednom nezavisnom varijablom je na primjer:
{\displaystyle f(2x)-af^{2}(x)=0\,}
čije je opće rješenje funkcija 
{\displaystyle f(x)={\frac {1}{a}}e^{(Cx)}.\,}

## Nelinearna funkcijska jednadžba s dvjema nezavisnim varijablama
Nelinearna funkcijska jednadžba s dvjema nezavisnim varijablama je na primjer:
Cauchyeva eksponencijalna jednadžba:
{\displaystyle f(x+y)=f(x)f(y),\,}
čije je rješenje funkcija: {\displaystyle f(x)=e^{(Cx)}.}

### Primjeri
Treba naći sve {\displaystyle f:\mathbb {R} \rightarrow \mathbb {R} } takve da vrijedi {\displaystyle f(x^{2}+f(y))=y-x^{2}} za sve {\displaystyle x,y\in \mathbb {R} }.
Rješenje. Uvrštavajući {\displaystyle x=0} dobivamo {\displaystyle f(f(y)=\mathbb {R} ,y\in \mathbb {R} }.
Uvrstimo {\displaystyle y=f(0)}, dobivamo {\displaystyle f(x^{2})=f(0)-x^{2}}, odnosno {\displaystyle f(x)=f(0)-x,x\geq 0}.
Sada možemo u početnu jednadžbu uvrstiti {\displaystyle x} takav da je  {\displaystyle x^{2}+f(y)>0} i onda imamo {\displaystyle y-x^{2}=f(0)-x^{2}-f(y)} što povlači 
{\displaystyle f(x)=f(0)-x,x\in \mathbb {R} }. Nije teško provjeriti da to jest rješenje početne jednažbe.